# Джавишгар
Джавишгар — в позднем Хазарском каганате, согласно Словарю Йакута, четвёртое по значимости лицо «царского достоинства». Замещал кундур-хакана, который в свою очередь мог замещать царя, а тот — Великого кагана. Данное сообщение восходит к произведению Ибн Фадлана (922) и является единственным случаем, когда хазарская политическая иерархия представлена в виде тетрархии. Название, предположительно, восходит к древнетюркскому слову «джавли» — сокол. Аналогичный высший придворный чин известен в более поздних тюркских государствах: джавли-бег — сокольничий) в Государстве Караханидов и чаушиар — привратник в Османской Турции. В караимском языке джавышгъыр означает наблюдатель, надзиратель, начальник.